# Adam van Dommele
Adam van Dommele (* 5. September 1984 in Elizabeth) ist ein ehemaliger australischer Fußballspieler.

## Karriere
Van Dommele wurde von 1999 bis 2001 South Australian Sports Institute fußballerisch geschult und nahm 2001 mit der australischen U-17-Auswahl an der U-17-Weltmeisterschaft auf Trinidad und Tobago teil. Dabei kam er an der Seite der späteren A-Nationalspieler Carl Valeri, Brett Holman und Spase Dilevski in allen vier Turnierpartien zum Einsatz, als man nach Vorrundensiegen gegen den Gastgeber und Kroatien ins Viertelfinale vorstieß, wo Nigeria mit 5:1 die Oberhand behielt. Im folgenden Jahr begann er seine Fußballerlaufbahn im Erwachsenenbereich bei den Modbury Jets, die ihren Spielbetrieb in der South Australian Premier League, der höchsten Spielklasse des Bundesstaates South Australia, hatten. Im Sommer 2003 ging der Verteidiger für Probetrainings nach England und spielte unter anderem bei Oxford United und Hartlepool United vor, Drittligist Hartlepool bot ihm schließlich im August einen bis Ende September befristeten Kurzzeitvertrag an, der nach einer Beinverletzung um einen weiteren Monat verlängert wurde. Van Dommele kam in diesen drei Monaten zu Einsätzen für die Jugend- und Reservemannschaft des Klubs, konnte sich allerdings nicht für einen längerfristigen Vertrag empfehlen und kehrte nach Australien zurück.
Dort setzte er seine Karriere bei den Enfield City Falcons in der South Australian State League fort. Nach der Schaffung einer landesweiten Profispielklasse, der A-League, nahm er zur Premierensaison 2005/06 ein Angebot von Adelaide United an. In seiner ersten Profisaison in Australien gehörte er zu den Stammkräften des Klubs und belegte am Ende der Regular Season mit dem Team den 1. Platz; in den anschließenden Meisterschafts-play-offs verpasste man nach Niederlagen gegen den Sydney FC und die Central Coast Mariners den Finaleinzug. Mannschaftsintern wurde er am Ende der Saison mit dem Rising Star Award, als bester Nachwuchsspieler geehrt. Obwohl der Kader zur folgenden Spielzeit weitestgehend unverändert blieb, gehörte van Dommele in seiner zweiten Spielzeit bei Adelaide unter Trainer John Kosmina nur noch selten zum Aufgebot und kam nur zu fünf Ligaeinsätzen; in den Play-offs, als das Team bis ins Finale vorstieß, blieb er ohne Einsatz und gehörte im Finale nicht zum Aufgebot. Im Februar 2007 übernahm Aurelio Vidmar den Trainerposten und leitete einen Umbruch ein. Zwar kam er in der Gruppenphase der AFC Champions League 2007 noch zu drei Einsätzen, erhielt aber, wie auch seine beiden Abwehrkollegen Kristian Rees und Aaron Goulding, im Sommer 2007 keinen neuen Vertrag, da sie nach Meinung der Klub-Verantwortlichen zukünftig zu langsam für die Liga seien.
Van Dommele schloss sich daraufhin dem South Melbourne FC in der Victorian Premier League an, für den er bis 2008 spielte. Zur Saison 2009 wechselte er zu den North Eastern MetroStars und kehrte damit nach South Australia zurück. Mit dem Klub gewann er 2009 und 2012 die Meisterschaft der South Australian Super League, 2012 zudem den Verbandspokal. Ende 2016 beendete er seine Karriere.